# Антимонати
У хімії антимонат — це сполука, що містить металевий елемент, кисень та стибій у ступені окиснення +5. Ці сполуки мають полімерні структури зі зв'язками MO-Sb. Їх можна вважати похідними гіпотетичної стибієвої кислоти H3SbO4 або комбінаціями оксидів металів та пентоксиду стибію, Sb2O5.
Історично ці сполуки вважали аналогічними фосфатам, і використовували такі формули, як LiSbO3·3H₂O та Na₂H₂Sb₂O7·5H₂O, а сполуки описували як гідратовані мета-антимонати та піро-антимонати. LiSbO3·3H₂O наразі відома як LiSb(OH)₆ та містить Sb(OH)−
6 аніон, і що Na₂H₂Sb₂O₇·5H₂O насправді є NaSb(OH)₆.

## Номенклатура
Рекомендації IUPAC полягають у тому, щоб сполуки з аніонами, що містять стибій(V), мали суфікс антимонат(V) або антимонат, а потім номер заряду, наприклад, Sb(OH)−
6 іон називатиметься гексагідроксиантимонатом(V) або, як варіант, гексагідроксиантимонатом(1−).

## Приклади
Деякі приклади антимонатів та їх структур наведено нижче:
- Антимонат літію Li3SbO4 має надструктуру NaCl з ізольованими Sb
4O12−
16 одиницями.
- Антимонат натрію, NaSbO3, має структуру ільменіту з гексагональними щільно упакованими оксидними іонами, причому кожен іон, Na+ та Sb5+, займає третину октаедричних позицій.[1]
- MgSb2O6 має структуру трирутилу, яка подібна до структури рутилу, за винятком того, що в ґратці є два різних катіони.[1]
- AlSbO4 має структуру рутилу з випадковою заповненістю.[1]
- Антимонат свинцю, Pb2Sb2O7, барвник неаполітанський жовтий, має структуру пірохлору.[1]
- Антимонат кальцію, Ca2Sb2O7, має структуру вебериту.[1]
- Орто-антимонат заліза(III), Fe2O3·Sb2O5 або FeSbO4, має структуру рутилу з випадковою заповненістю.[1]